# Park Narodowy Llullaillaco
Park Narodowy Llullaillaco – park narodowy w północnym Chile o powierzchni 2686,7 km², założony w 1995 roku.
Park położony jest w Andach, niecałe 300 km na południowy wschód od Antofagasty, pomiędzy wschodnimi partiami Gór Domeyki a granicą państwową z Argentyną. Obejmuje szereg szczytów górskich włącznie z czynnym wulkanem Llullaillaco (6739 m n.p.m.) oraz Cerro Guanaqueros (5131 m), Cerro Zorritas (4274 m), Cerro Bayo (4920 m), Cerro Aguas Calientes (5066 m) i Cerro de la Pena (5260 m).
Środowisko parku zmienia charakter z zachodu na wschód, z pustynnego w step wysokogórski. Zarejestrowano w nim 93 gatunki roślin należące do 29 rodzin. Park chroni także przedstawicieli fauny, takich jak kusoń andyjski, puma, sokół wędrowny, szynszyla górska i wigoń.
Brak infrastruktury turystycznej. Na terenie parku znajdują się inkaskie stanowiska archeologiczne; w pobliżu szczytu Llullaillaco znaleziono trzy mumie.